# Wilbee
Wilbee is een historisch merk van motorfietsen.
De bedrijfsnaam was: Wilbee Motor Co., Rickmansworth.
Engels merk dat vanaf 1902 motorfietsen met 2pk-Minerva-motor maakte. De frames waren samengesteld uit BSA-delen. In die tijd waren er vele tientallen kleine merken die bij voorkeur met Belgische inbouwmotoren motorfietsen maakten. Bedrijven als Minerva, maar ook Saroléa hadden daarvoor dependances in het Verenigd Koninkrijk. De concurrentie was groot en toen de verkopen vanaf 1905 begonnen terug te lopen gingen veel van deze kleine merkjes, ook Wilbee, ter ziele.